# Михайлівська церква (Веселі Терни)
Михайлівська церква — православний храм на честь Архангела Михаїла у колишній слободі Веселі Терни Верхньодніпровського повіту Катеринославської губернії (нині — житловий масив у місті Кривий Ріг). Інша назва — Архангело-Михайлівська церква. Була побудована на зміну церкві святого Григорія Вірменського, яка згоріла під час пожежі. Заснована 1791 року. Освячена 1806 року. Закрита 1933 року. Зруйнована 1936 року.

## Заснування церкви
Архангело-Михайлівський храм у Веселих Тернах — один із найстаровинніших на території сучасного Кривого Рогу. Він був присвячений святому архангелу Михаїлу, архістратигу Небесних Сил. Будівництво церкви почалося у серпні 1791 році на кошти колезького асесора Михайла Шляхтина, який присвятив її своєму небесному покровителю. Вона була побудована на зміну церкві на честь святого священномученика Григорія, просвітника Великої Вірменії, яка згоріла 28 травня 1788 року через місяць після освячення.
Не зважаючи на те, що на кінець XVIII століття слобода Веселі Терни не мала готового облаштованого храму і будівельні роботи щойно почалися, православна громада, однак, жила тут повноцінним життям. Вже у 1792 році, аби віруючі мали змогу звершувати богослужіння, було влаштовано молитовний дім, який 9 березня отримав антимінс.
У цей час церковний клір Свято-Михайлівського храму складався з одного священика (одноштатний причт).
Першим настоятелем храму був священик Михаїл Єрофіїв, запрошений до Веселих Тернів на прохання поміщика Івана Давидовича Зоммера і за бажанням сільського загалу у 1779 році для виконання треб ще до побудови першої дерев'яної церкви на честь святого Григорія.
У XVIII столітті до парафії храму належали селяни слободи Веселі Терни. На момент побудови першої церкви на честь священномученика Григорія у 1785 році, вона становила 359 душ (71 двір), а вже на 1791 рік, коли почалося будівництво нового храму на честь архангела Михаїла і діяв тимчасовий молитовний будинок, — 698 чоловік (176 дворів).

## Історія церкви у ХІХ столітті

### Добудова храму
Будівництво Свято-Михайлівської церкви було завершено вже у ХІХ столітті. Зведений він був на гроші поміщиці, вдови статської радниці Катерини Родіонівни Шляхтиної. Сталося це 1806 року. Тоді ж храм було освячено з благословення Преосвященного Платона (Любарського), архієпископа Катеринославського, Херсонського і Таврійського.
На відміну від першої — дерев'яної, нова тернівська церква була збудована із цегли (вперше на Криворіжжі), і виконана у стилі російського класицизму. Вона знаходилася у центрі сучасних Веселих Тернів (вулиця Сестрорецька) на природному підвищенні і домінувала над оточуючою забудовою.
За своєю формою храм був ротондою з прямокутним притвором із заходу, над яким височіла двохярусна дзвіниця, увінчана шпилем та хрестом. Церква мала один купол, що містився на високому барабані. Її фасади були оздоблені пласкими порталами із трикутними фронтонами та пласкими пілястрами, що завершувалися широким антаблементом. За свідченням фахівців, для нашого регіону Михайлівська церква була унікальною у своєму об'ємно-просторовому вирішенні. Таким чином, у нове століття парафія Веселих Тернів увійшла з новим обличчям.

### Причт церкви
У ХІХ столітті Архангело-Михайлівський храм адміністративно належав до 3-го благочинницького округу Верхньодніпровського повіту Катеринославської губернії.
Настоятелем храму у другій половині XIX століття був священик Афанасій Васютинський. На основі проведених виборів духовенства Катеринославської єпархії, які відбулися у листопаді 1874 року, на наступний трирічний термін він був обраний та затверджений правлячим архієреєм на посаді благочинного по третьому округу Верхньодніпровського повіту, що свідчить про його високий авторитет серед духовенства даного регіону. З 3 січня 1875 року отець Афанасій був законовчителем (викладачем Закону Божого) у місцевій сільській школі, а 12 квітня того ж року за заслуги перед єпархіальним відомством Преосвященним Феодосієм (Макаревським), єпископом Катеринославським і Таганрозьким був нагороджений камилавкою.
Другим священиком, помічником настоятеля, у цей же час був ієрей Афанасій Волошинов[14].

## Історія церкви у ХХ столітті

### Збільшення парафії
Внаслідок «залізно-рудної лихоманки» збільшилася й кількість населення краю. На 1908 рік до парафії церкви, крім жителів села Веселі Терни, відносилися також і мешканці наступних населених пунктів:

### Сіл
- Ново-Павлівка (0,5 верст від храму),
- Божедарівка (8 верст),
- Тернуватий Кут (6 верст),
- Олексієве-Романове (6 верст),
- Ново-Покровське-Пичузьке (8 верст),
- Ново-Григорівка-Котовське (7 верст),
- орендоване Червоної Балки (7 верст);

### Хуторів
- Братів Семенових (10 верст),
- Микитський (6 верст),
- Червона Балка (3 версти),
- Веселий (6 верст),
- Гаврилово-Курдубовий (1,5 версти),
- Солонуватка (8 верст),
- Коломійцева (7 верст),
- Пужмирка (3 версти),
- Широкий (10 верст);

рудників:
- Пужмирка Брянського товариства (3 версти),
- Сергія Миколайовича Колачевського (4 версти),
- Олександрівський Брянського товариства (7 верст).

Всього прихожан Архангело-Михайлівської церкви нараховувалося 4 727 віруючих: 2 383 чоловіки та 2 344 жінки.

### Священнослужителі храму
У зв'язку із зростанням кількості прихожан храму, правлячим архієреєм — Преосвященним Симеоном (Покровським), єпископом Катеринославським і Таганрозьким було збільшено й штат церковного причту. Тепер у Михайлівській церкві служили 2 священики, 1 диякон та 2 псаломщики.
Настоятелем храму на початку XX століття був священик Анатолій Феофілович Крамаренко, який закінчив Катеринославську Духовну Семінарію. На 1908 рік отець Анатолій перебував на посаді слідчого третього благочинницького округу Верхньодніпровського повіту, працював законовчителем при школі рудника С. М. Колачевського. У священному сані перебував з 1896 року і тоді ж був призначений священиком у Веселі Терни. За свою роботу на користь Православної Церкви 1901 року був нагороджений скуфією.
Другим священиком був ієрей Володимир Петрович Курилов, який також закінчив духовну семінарію у Катеринославі. Він був законовчителем у місцевій школі, мав дружину. У сан священика був возведений 1904 року, тоді ж почав служити у Михайлівській церкві.
Дияконом служив Ілля Євстафійович Василенко, який склав іспит на звання диякона при Катеринославській єпархіальній училищній раді. Був законовчителем та викладачем у місцевій школі. У диякона був рукоположений 1891 року, а у Веселі Терни призначений у 1892 році. За свою пастирську та громадську діяльність у 1897 році був нагороджений медаллю.
Першим псаломщиком у храмі служив Володимир Федорович Яновський. Закінчив Маріупольське духовне училище та Катеринославську церковно-учительну школу при Архієрейському домі. У сані знаходився з 1900 року, тоді ж і почав служити у Михайлівському храмі.
Другим псаломщиком був Самуїл Ілліч Яровий. Закінчив Катеринославське духовне училище та Катеринославську церковно-учительну школу при Архієрейському домі.
Під 1915 роком серед причту храму, крім наведених вище священнослужителів, згадується Серафим Кирилов, який, виходячи зі штату кліру, очевидно був дияконом.
Увесь наведений причт Михайлівської церкви утримувався за рахунок прихожан. Вони забезпечували священнослужителів житлом та іншими необхідними речами. Однак, в даному випадку будинками від церкви були забезпечені лише двоє священиків. Решті причту мали виділятися квартирні гроші. Казенного жалування на весь причт з боку держави виділялося 188 рублів 16 копійок.
На користь священнослужителів прихожанами також було виділено 120 десятин землі.

### Діяльність парафії
Задля забезпечення нужд храму, у Веселих Тернах з 1893 року діяло приходське попечительство. Воно піклувалося становищем храму та господарчою діяльністю парафії (яка неодмінно мала бути), хоча своєї просфорні при храмі не було.

### Шкільна справа
При Архангело-Михайлівському храмі у Веселих Тернах діяла церковно-приходська школа, заснована 1894 року. Будинок, в якому проводилося навчання, належав церкві. Прихожани забезпечували квартирою вчителя. У школі станом на 1901 рік навчалося 57 хлопчиків та 27 дівчаток. Викладачем Закону Божого та грамоти у ній був диякон Ілля Василенко, який вибув з 3 класу духовної семінарії. Ще одним вчителем у школі працював Петро Чорний (виконував функції помічника вчителя), який закінчив курс у двокласному міністерському училищі. Річного окладу диякон не отримував, оскільки знаходився на забезпеченні парафії як клірик храму, а річний оклад вчителя становив 150 рублів.
До парафії Свято-Михайлівського храму належала церковно-приходська школа у селі Весело-Божедарівка, заснована у 1897 році. Навчальний будинок тут належав школі, а вчитель також забезпечувався житлом. Станом на 1901 рік в цій школі навчалося 42 хлопчики та 15 дівчаток. Законовчителем та викладачем працював селянин Іван Кульбачний, який мав необхідний для цього освітній ценз — закінчив курс у трьохкласному міському училищі. Його річний оклад становив 240 рублів.
Крім церковно-приходської школи при Михайлівському храмі діяли й школи грамоти. Зокрема у селі Тернуватий Кут така школа була заснована 1896 року. Будинок школи належав приватній особі, квартири для вчителя не було, бо в ньому не було необхідності. У 1901 році в школі навчалося 34 хлопчика і 16 дівчаток. Законовчителем був священик Анатолій Крамаренко, який закінчив курс духовної семінарії (без річного окладу), вчителем працювала дворянка Варвара Воронаєва, яка отримала домашню освіту. Її річний оклад становив 150 рублів.
Задля забезпечення школярів усім необхідним письмовим приладдям та навчальними посібниками, у Веселих Тернах також знаходився книжковий склад. Однак, мало місце й закриття шкіл. Зокрема, у 1901 році було закрито школу грамоти на Олександрівському руднику Брянського товариства у зв'язку зі скороченням робочих місць на цьому руднику, через що значно зменшилася кількість сімейних робітників та дітей шкільного віку.

### Ліквідація церкви
Разом з іншими церквами в межах нинішнього Кривого Рогу, Михайлівський храм став об'єктом вилучення церковного майна навесні 1922 року. Крім цього, відбувався постійний тиск на священнослужителів, не витримавши який, у березні 1930 року останні священики Андрій Татаренко та Михаїл Горбачов публічно зреклись православної віри.
Свято-Михайлівська церква була зруйнована, як і більшість храмів Криворіжжя, у 1930-х роках. У 1933 році із неї намагалися зробити клуб для танців, кіно та інших розваг, але громадяни (віруючі) туди не ходили. Тоді з наступного 1934 року у храмі було влаштовано зерносховище, яке згодом перетворилося у будівлю, яку ніхто не хотів ремонтувати. Насамкінець, влітку 1936 року церкву почали розбирати на будівельні матеріали.

## Відродження храму
Відновити релігійне життя Михайлівського храму стало можливим лише після здобуття незалежності України. Зараз у Веселих Тернах у відведеному приміщенні було відновлено Архангело-Михайлівську церкву, неподалік від історичного місця.
Адреса: Тернівський район м. Кривий Ріг, вул. Ползунова, 20.
Станом на 2012 рік настоятелем храму є протоієрей Ігор Кучеров. При храмі діє Недільна школа.